# Элбертон (Джорджия)
Элбертон — крупнейший город и административный центр округа Элберт на северо-востоке штата Джорджия, США. По переписи 2010 года население города составляло 4653 жителя.
Основан в 1870 году. Как и округ, назван в честь Сэмюэла Элберта (1740—1788), генерала, участника Войны за независимость 1775—1883 годов, ставшего в 1785-м губернатором штата Джорджия.
Благодаря гранитному карьеру Элбертон известен как «Гранитная столица мира».

## Известные уроженцы
Дерек Харпер — бывший профессиональный баскетболист.